# Maria Johansson
Maria Gunilla Johansson (født 7. april 1956 i Stockholm) er en svensk professor og tidligere skuespillerinde. Hun er bedst kendt for sin rolle som Tjorven i filmen Vi på Krageøen (1964) og dens efterfølgere, som er baseret på Astrid Lindgrens børnebøger af samme navn. Alle film er instrueret af Olle Hellbom.
Johansson studerede på Teaterhögskolan i Stockholm og fortsatte sin karriere som skuespiller indtil 1998, hvor hun blev interesseret i forskning. Hun modtog en kandidatgrad og ph.d. ved Södertörns högskola.

## Udvalgt filmografi
- Vi på Krageøen (1964)
- Troldungen på Krageøen (1965)
- Sørøverne på Krageøen (1966)
- Smuglerne på Krageøen (1967)
- Tabu (1977)
- Ene hane i kurven (1981)
- Den enfoldige morder (1982)
- Kaninmannen (1990)
- Storstad (tv-serie, 1991)
- Detta har hänt (tv-serie, 1997)
- Skærgårdsdoktoren (tv-serie, 1998)